# Podzamcze (województwo pomorskie)
Podzamcze – wieś w Polsce położona w województwie pomorskim, w powiecie kwidzyńskim, w gminie Kwidzyn przy drodze wojewódzkiej nr 518.
W latach 1975–1998 miejscowość położona była w województwie elbląskim.

## Grodzisko
Około X wieku przypuszczalnie Bolesław Chrobry w trakcie opanowywania Pomorza Wschodniego polecił wybudować w Podzamczu gród obronny będący ważnym ośrodkiem w strukturach administracyjnych państwa piastowskiego. Gród ten został zniszczony przez plemiona pruskie w XII lub XIII wieku.
W XIII wieku w Podzamczu miał swoją obronną siedzibę rycerz Dytrych von Depenow.

## Zabytki
Według rejestru zabytków NID na listę zabytków wpisany jest zameczek Biały Dwór, XVII, XIX, nr rej.: A-123 z 10.11.1959.